# Sancha av Kastilien (drottning av Navarra)
Sancha av Kastilien, född 1139, död 1179, var en drottning av Navarra; gift 1157 med kung Sancho VI av Navarra. 
Äktenskapet arrangerades för att stärka banden mellan Kastilien och Navarra. Sancha omnämns mycket lite i samtida dokument, trots sin ställning. Det är anmärkningsvärt, då det i Navarra var vanligt för drottningar att signera offentliga dokument tillsammans med kungen, medan detta är nästan obefintligt i hennes fall. År 1160 grundade hon klostret Marcilla för kvinnor ur cisterciensorden, vilket var den enda större handling hon tycks ha utfört. År 1165 tillerkände hennes bror kungen av Kastilien henne rätt till vissa kastilianska förläningar, något som i praktiken inte fick någon betydelse.  